# Stephen Greenblatt
Stephen Greenblatt (ur. 7 listopada 1943 w Bostonie) – amerykański krytyk i teoretyk literatury, badacz kultury epoki renesansu. Najwybitniejszy, obok Harolda Blooma, amerykański interpretator twórczości Szekspira. Redaktor pełnego wydania jego dzieł (The Norton Shakespeare, 1997) i autor jego biografii.
Twórca Nowego Historyzmu, który zrywa z wcześniejszymi teoriami autonomiczności dzieła literackiego i postuluje jego analizę w możliwie szerokim kontekście historyczno-kulturowym. Autor pojęcia „poetyka kulturowa”, współzałożyciel pisma Representations.
Jest laureatem National Book Award i Nagrody Pulitzera. W 2024 odznaczony został Pour le Mérite za Naukę i Sztukę.
Książki
- Shakespeare. Stwarzanie świata (2007) [Will In the word. How Shakespeare Became Shakespeare]
- Poetyka kulturowa. Pisma wybrane (2006)

Artykuły
- Czym jest historia literatury? (przeł. Katarzyna Kwapisz), Teksty Drugie nr 1/2 2005